# 이자벨 르노
이자벨 르노(Isabelle Renauld, 1966년 11월 24일 ~ )는 프랑스의 배우이다.

## 출연 작품
- 옐로우버드 (2014)
- 올 아워 디자이어스  (2011)
- 프레이 (2010)
- 미스트리스 (2007)
- 잘 있으니까 걱정 말아요 (2006)
- 친구로 남기를 바래 (2005)
- 메시어 이브라임 (2003)
- 장교의 병실 (2001)
- 비독 (2001)
- 인생이란 무엇인가? (1999)
- 영원과 하루 (1998)
- 러브 오브 시베리아 (1998)
- 완전한 사랑 (1996)
- 팝콘과 스테이크 (1991)